# Huibert Krijgsman
Huibert Krijgsman (Soerabaja, 25 november 1907 – Haarlem, 2 mei 1994) was een Nederlands politicus van de KVP.
Hij werd in Nederlands-Indië geboren als zoon van Christiaan Pieter Henri Krijgsman (1883-1908) en Sabina Ceciel Reijneke (ca. 1887-1962). Hij trouwde in 1934, terwijl hij in nog in Nederlands-Indië was, met 'de handschoen' met Cato Nellij Marie Rademaker (1905-1962) die toen in Nederland verbleef. In 1951 werd hij benoemd tot Officier in de Orde van Oranje Nassau. In 1961 werd Krijgsman benoemd tot burgemeester van Dussen en in november 1967 volgde zijn benoeming tot burgemeester van Raamsdonk. Hij ging daar eind 1972 met pensioen maar bleef tot 1975 aan als waarnemend burgemeester. In 1994 overleed hij op 86-jarige leeftijd.